# Blankensztein
Blankensztein (Blankenstein, Blanckestein) – polski herb szlachecki.

## Opis herbu
Juliusz Karol Ostrowski, za Kasprem Niesieckim, przytacza trzy warianty tego herbu. Opisy z wykorzystaniem zasad blazonowania, zaproponowanych przez Alfreda Znamierowskiego:
Blankensztein: Na tarczy, której jedna trzecia od góry srebrna, a dół błękitny z dwoma czerwonymi pasami poprzecznymi strzała złota żeleźcem do góry. 
W klejnocie nad hełmem w koronie trzy strusie pióra: białe między błękitnymi.
Blankensztein II: Poprzeczny pas czerwony jest jeden.
Blankensztein III: Strzała jest na opak.
Labry: Nieznane. Zgodnie z zasadami heraldyki należałoby zrekonstruować labry dając wierzchowi główną barwę pola, zaś spodowi barwę głównego godła. Wówczas labry byłyby błękitne, podbite złotem (tak jest na rysunku). Jednakże, w heraldyce niemieckiej zdarzało się, że labry barwiono całe barwami pola, jeśli było ich więcej niż jedna. Tak zrekonstruował labry Tadeusz Gajl, dając srebrne podbicie.

## Najwcześniejsze wzmianki
Nieznana geneza herbu. W źródłach od XVII wieku (Wojciech Wijuk Kojałowicz O familiach pruskich).

## Herbowni
Tadeusz Gajl podaje jedno nazwisko:
Blankensztein (Blankenstein, Blankensztajn, Blanckestein).
W pracy Elżbiety Sęczys Szlachta wylegitymowana w Królestwie Polskim w latach 1836-1861(1867), można znaleźć informację, że z herbem Blankensztein wylegitymował się herbowny o nazwisku Boelke (Boehlke).